# Blepharis menocotyle
Blepharis menocotyle är en akantusväxtart som beskrevs av Milne-redhead. Blepharis menocotyle ingår i släktet Blepharis och familjen akantusväxter. Inga underarter finns listade i Catalogue of Life.